# Anton Bruckner
Anton Bruckner (født 4. september 1824, død 11. oktober 1896) var en østrigsk komponist. Bruckner indgår med sine ni lange og stort anlagte symfonier i en musikalsk tradition, der begyndte med Beethovens og Schuberts sidste symfonier og over Bruckner fører videre til Gustav Mahler.
Bruckner skrev også en mesterlig strygekvintet og en række kirkelige korværker, såsom f.eks. "Te Deum", og den ligeledes sene, og meget voldsomme kantate "Helgoland".
Bruckner, der var dybt religiøs, mødte i 1861 den musikalske nyskaber og grundlægger af den nytyske skole, den ligeledes religiøse Liszt, som Bruckner tiltalte med "Deres Nåde". Liszt og Wagner blev med deres avancerede harmonik af afgørende betydning for Bruckners udvikling. En anden lighed var, at Bruckner ligesom først Liszt og så Wagner brugte en masse messingblæsere i sin musik.
Denne tilknytning til Liszts nytyske skole, der oprindeligt kaldtes "Zukunftsmusik", dvs. fremtidsmusik, førte imidlertid til, at den magtfulde musikkritiker Eduard Hanslick forfulgte Bruckner lige så meget, som han forfulgte Liszt. Kritikken skadede Bruckners anseelse så alvorligt, at han først for alvor kom på koncertrepertoiret mange år efter sin død.
Karakteristisk ved "Brucknerklangen" er endvidere den såkaldt "stående klang" uden glissando (glidende toneovergange) og med en terrassedynamik, der tager tråden op fra den sene Schubert ("Den ufuldendte" og "den store C-dur"), og lyder, ligesom om orkestret var et orgel. Det er tydeligt, at Bruckner i sin instrumentation arbejder med et usynligt orgel, der ved hjælp af en slags magiske registerudtræk mv. klinger og fremmaner visioner. Også den majestætiske rytme, med de mægtige, storladent mejslede buekonstruktioner, leder hen på orglet, der som bekendt ikke "trækker vejret", men kan holde en tone i det uendelige og derfor ikke "mister pusten".
Karakteristisk er også de mange, nærmest tvangsprægede gentagelser, som den dygtige dirigent selvfølgelig formår at vække til live. Det er således håbløst, når Brucknerstilens "stående klang" ikke overholdes, og dirigenten næsten får Bruckner til at lyde, som var det Brahms!
(Som kritikeren Hanslinck spillede ud mod Bruckner (og Wagner)). 
Endelig er Bruckners symfonier præget af hidtil uhørt monumentalitet og længde, og de kan nærmest sammenlignes med akustiske katedraler (mere end de er "romaner"). Nogle mener, at symfonierne (måske bortset fra den "Haydn-agtige" 4. symfoni, kaldet "Den romantiske"), har et religiøst indhold, at de er ordløse messer, eller dog med referencer til lideseshistorien. 
Bruckner nåede ikke at komponere finalen til sin 9. symfoni, den mest fantastiske og uhyggelige af dem alle; men her kunne hans "Te Deum" for orkester, kor, vokalsolister og orgel, træde til og fungere som opløftende og himmelstormende finale. 